# Jagerij
Le Jagerij est une rue à Mater, une sous-commune d'Audenarde dans les Ardennes flamandes. La rue est située à l'ouest de la frontière avec Horebeke et elle est en partie pavée.
La route présente une forte pente, notamment sur la partie asphaltée. Le tronçon pavé commence (vers le nord) après le deuxième virage, qui part vers la gauche, au niveau du Hoek. Les pavés du Jagerij sont devenus en 2004 un monument historique protégé en Flandre.

## Courses cyclistes
Le Jagerij s'étend du nord au sud et à l'ouest le long de la limite topographique des villages de Hoorebeke-Sainte-Marie (Horebeke) et Mater (Audenarde). La rue est située à Mater. Elle a déjà participé à de nombreuses reprises au parcours du Tour des Flandres et à d'autres classiques du printemps flamandes comme l'E3 Harelbeke ou le Circuit Het Nieuwsblad.
En 2016, le Jagerij est ajouté au Tour des Flandres en raison de travaux routiers sur le Holleweg, une autre route pavée de la région.